# アリス・ドゥ・ランクザン
アリス・ドゥ・ランクザン（Alice de Lencquesaing、1991年8月11日 - ）は、フランスの女優。
父は俳優のルイ＝ド・ドゥ・ランクザン、母は撮影監督で映画監督のカロリーヌ・シャンプティエ。

## 出演作品
- あの夏の子供たち Le père de mes enfants (2009) - クレマンス・カンヴェル
- 夏時間の庭 L'Heure d'été (2008) - シルヴィー
- 水の中のつぼみ Naissance des pieuvres (2007)
- 次は心臓を狙う La prochaine fois je viserai le cœur (2014)
- シラノ・ド・ベルジュラックに会いたい! Edmond (2018)